# Matthias Brockmann
Matthias Brockmann (* 21. September 1944 in Schweidnitz) ist ein deutscher Autor.

## Leben
Brockmann wuchs in Hamburg auf. Er studierte Planenden Ingenieurbau und absolvierte anschließend ein Studium der Mathematik und Physik für das Lehramt. Anschließend arbeitete er als Lehrer an einer Ganztagsgesamtschule in Frankfurt am Main. Er lebt in Frankfurt am Main und auf Lanzarote. Brockmann ist freier Mitarbeiter im Feuilleton, nebenbei schreibt er Reiseberichte für verschiedene Zeitungen.

## Veröffentlichungen
- Herr Luk und Mademoiselle Marianne und weitere Geschichten. Rubino, Karben, 1999, ISBN 3-934186-00-9.
- David oder die Villa Barbaro in Amerika. Rubino, Karben, 1999, ISBN 3-934186-01-7.
- Sturm im Meer der Gedanken. Roman, Rubino, Karben, 2000, ISBN 978-3-934186-04-0.
- Reise nach Visby. Roman, Verlag Die Scheune, Dresden, 2002, ISBN 978-3-931684-76-1.
- Mela oder das zweite Leben der Melanie Knie. Roman, Verlag Die Scheune, Dresden, 2005, ISBN 3-937832-03-3.
- Der durchgelaufene Sand der Zeit. Roman, Shaker Media, Aachen, 2009, ISBN 978-3-86858-235-2.
- Wer zuletzt locht, locht am besten: Geschichten, die der Golfplatz schrieb. Kosmos, Stuttgart, 2010, 2. Auflage 2013, ISBN 978-3440134740.
- Levanders Blumen. Kurzgeschichten, Morlant-Verlag, Karben, 2015, ISBN 978-3-943041-04-0.

## Preise und Stipendien
- Essay-Wettbewerb Büchergilde Gutenberg 1998
- Völklinger Literaturpreis 1999
- Stipendium des Baltic-Center for writers and translaters in Visby/Schweden 2001
- Förderpreis Stockstadt am Rhein 2003[1]
- Aufenthaltsstipendium Künstlerhaus Soltau 2004